# Kanga Gladys
Kanga Gladys er en ivoriansk håndboldmålmand. Hun spiller på Elfenbenskystens håndboldlandshold, samt for klubben Toulouse.

## Klubber
- Africa Sports
- Rombo Sports
- Toulouse Féminin Handball